# 제임스 헌트
제임스 시몬 월리스 헌트(James Simon Wallis Hunt, 1947년 8월 29일 ~ 1993년 6월 15일)는 영국의 카레이서이다. 포뮬러 원 1976년 월드 챔피언쉽에서 우승을 차지하였다.
투어링 카 레이싱에서 레이싱 경력을 시작한 헌트는 포뮬러 3로 진출하여 헤스케스 레이싱 팀의 관심을 끌었고 곧 그들의 지원을 받게 되었다. 헌트는 종종 트랙에서 무모하고 액션으로 가득 찬 공격으로 "Hunt the Shunt"라는 별명을 얻었다. 션트(shunt)는 영국 자동차 경주 용어로 "충돌"을 의미한다. 헌트는 1973년에 포뮬러 원에 참가하여 헤스케스 레이싱 팀이 참가한 마치 731(March 731)을 운전했다. 그는 1975년 말에 맥라렌 팀에 합류하기 전에 자신의 헤스케스 308 자동차를 운전하여 세계 챔피언십과 비챔피언십 경주 모두에서 헤스케스에서 우승했다. 맥라렌에서 첫 해에 헌트는 1976 월드 드라이버에서 우승했다. 우승을 차지한 그는 1979년 초에 울프(Wolf) 팀으로 이적하기 전까지 덜 성공했지만 2년 동안 팀에 남아 있었다. 일련의 경주를 완주하지 못한 후 헌트는 1979년 시즌 중간에 운전에서 은퇴했다.
자동차 경주에서 은퇴한 후 BBC의 자동차 경주 해설자로 경력을 쌓았다. 그는 45세에 심장마비로 사망했다.

## 같이 보기
- 포뮬러 원
- 포뮬러 원 월드 챔피언십 목록
- 니키 라우다